# Piskorovce
Piskorovce (ungarisch Királyhegy – bis 1907 Piszkoróc) ist eine Gemeinde im Osten der Slowakei mit 112 Einwohnern (Stand 31. Dezember 2024), die im Okres Vranov nad Topľou, einem Teil des Prešovský kraj, liegt.

## Geographie

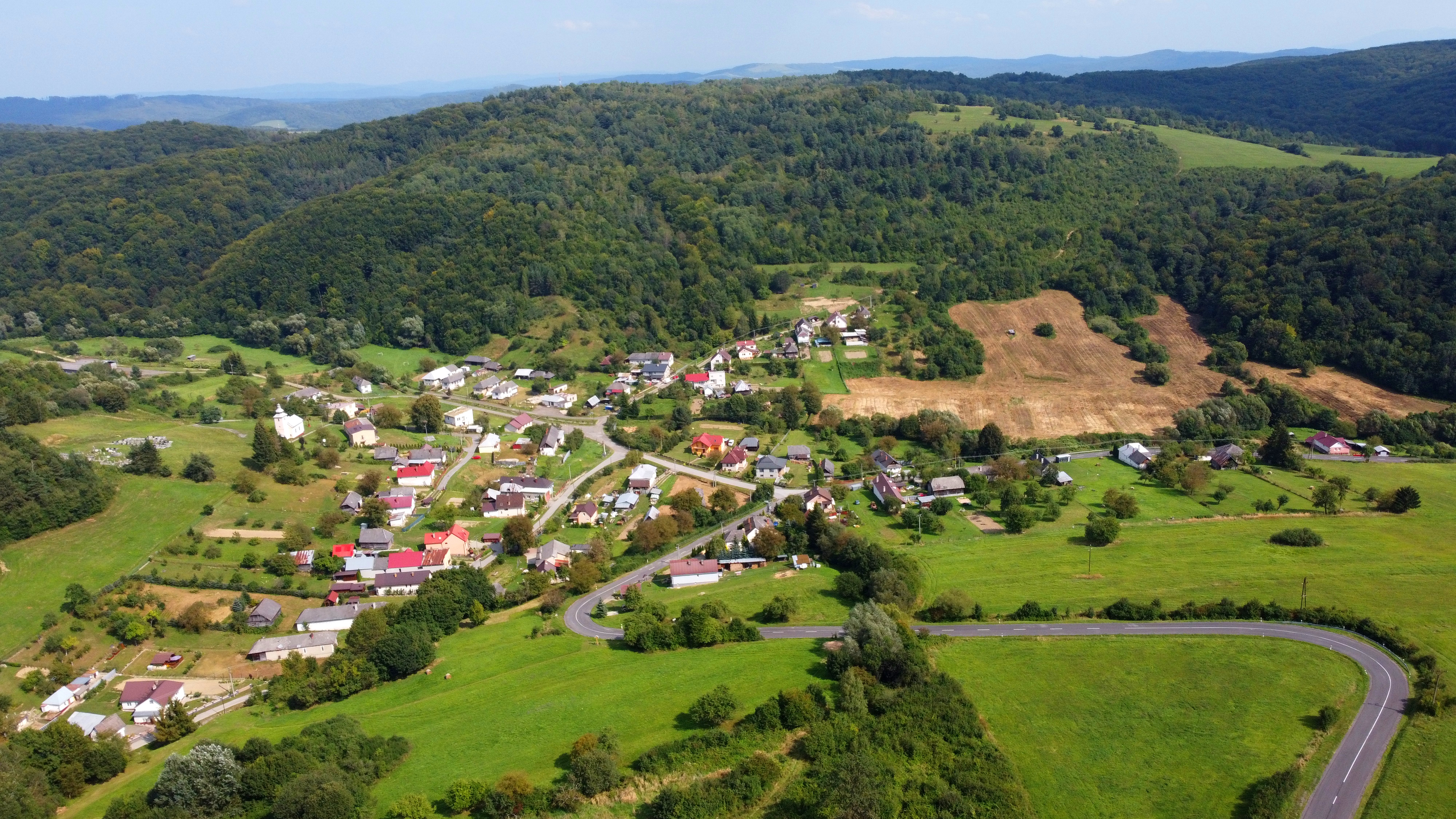
Piskorovce

Die Gemeinde befindet sich in den Niederen Beskiden im Bergland Ondavská vrchovina, im Quellbereich des Baches Ondalík im Einzugsgebiet der Oľka und weiter der Ondava. Das Ortszentrum liegt auf einer Höhe von 248 m n.m. und ist 17 Kilometer von Stropkov sowie 34 Kilometer von Vranov nad Topľou entfernt.
Nachbargemeinden sind Krišľovce im Norden, Prituľany im Nordosten, Rohožník im Osten, Vyšná Sitnica im Südosten, Ďapalovce im Süden, Tokajík im Westen und Brusnica im Nordwesten.

## Geschichte
Piskorovce wurde zum ersten Mal 1408 als Piskornicz schriftlich erwähnt, weitere historische Bezeichnungen sind unter anderen Pyzkor (1430), Pystor (1454) und Piskorowcze (1773). Das Dorf gehörte anfangs zur Herrschaft von Stropkov, im 18. Jahrhundert war es Besitz der Familien Horváth und Závody, im 19. Jahrhundert der Familie Szirmay. 
1715 gab es fünf verlassene und 12 bewohnte Haushalte. 1787 hatte die Ortschaft 28 Häuser und 208 Einwohner, 1828 zählte man 34 Häuser und 261 Einwohner, die als Viehzüchter und Waldarbeiter tätig waren.
Bis 1918 gehörte der im Komitat Semplin liegende Ort zum Königreich Ungarn und kam danach zur Tschechoslowakei beziehungsweise heute Slowakei. In der ersten tschechoslowakischen Republik war Piskorovce ein landwirtschaftlich geprägtes Dorf. Während des Slowakischen Nationalaufstandes agierten Partisanengruppen in der Gegend, anschließend setzten NS-deutsche Truppen den Ort in Brand. Nach dem Zweiten Weltkrieg pendelte ein Teil der Einwohner zur Arbeit in Industriebetriebe in Košice, Stropkov und Čemerné, die Landwirte waren privat organisiert.

## Bevölkerung
| Jahr                | 1994 | 2004    | 2014     | 2024     |
| ------------------- | ---- | ------- | -------- | -------- |
| Anzahl der Personen | 166  | 160     | 142      | 112      |
| Unterschied         |      | −3,61 % | −11,25 % | −21,12 % |

| Jahr                | 2023 | 2024    |
| ------------------- | ---- | ------- |
| Anzahl der Personen | 115  | 112     |
| Unterschied         |      | −2,60 % |

Nach der Volkszählung 2011 wohnten in Piskorovce 144 Einwohner, davon 132 Slowaken und 12 Russinen.
132 Einwohner bekannten sich zur griechisch-katholischen Kirche, sieben Einwohner zur römisch-katholischen Kirche und drei Einwohner zur orthodoxen Kirche. Bei zwei Einwohnern wurde die Konfession nicht ermittelt.

## Bauwerke und Denkmäler
- griechisch-katholische Kirche Schutz der allheiligen Gottesmutter aus dem Jahr 1891[6]

## Verkehr
Durch Piskorovce führt die Cesta III. triedy 3573 („Straße 3. Ordnung“) von Miňovce (Anschluss an die Cesta I. triedy 15 („Straße 1. Ordnung“)) heraus.